# Alexi Grewal
Alexi Singh Grewal (* 8. září 1960, Aspen, Colorado) je americký silniční cyklista indického původu, olympijský vítěz z roku 1984.
Třikrát vyhrál závod jednorázový závod Bob Cook Memorial Mount Evans Hill Climb (1981, 1984 a 1990), v roce 1982 zvítězil v nejvýznamnějším etapovém závodě v USA Cascade Cycling Classic. Vrcholem jeho kariéry byl 29. červenec 1984, kdy vyhrál v Los Angeles olympijský závod v silniční cyklistice (v pelotonu chyběli ovšem kvůli bojkotu závodníci NDR, SSSR a dalších zemí). Závod na 190 km, který sledovalo tři sta tisíc lidí, se jel v kopcovitém terénu a za velikého horka, ze 135 účastníků jich 80 vzdalo. Grewal nasadil v posledním okruhu k trháku, který zachytil pouze Steve Bauer z Kanady. Dramatický spurt této dvojice pro sebe těsně rozhodl Grewal až v posledních metrech.
Po olympiádě přestoupil k profesionálům, startoval na Tour de France 1986. V roce 1988 vyhrál závod Redlands Bicycle Classic, po prvenství v Nevada City Classic 1993 ukončil kariéru. V roce 2004 byl uveden do Síně slávy americké cyklistiky. V roce 2008 napsal do časopisu VeloNews článek, v němž se přiznal k užívání dopingu. V roce 2010 oznámil návrat k závodění.